# میان‌ده، لنکران
میان‌ده (به لاتین: Miandy) یک منطقهٔ مسکونی در جمهوری آذربایجان است که در شهرستان لنکران واقع شده‌است.